# 查爾斯·馬爾蒂內
查爾斯·馬爾蒂內（英語：Charles Martinet，1955年9月17日—）是美國演員和配音員，以聲演《瑪利歐系列》的瑪利歐而聞名。他自1990年起至2023年間聲演瑪利歐，亦聲演包括路易吉、瓦利歐、瓦路易吉等的角色。

## 職業生涯
馬爾蒂內在1990年加入任天堂，並在貿易展中聲演瑪利歐。當馬爾蒂內應徵時，他在最後一分鐘才抵達應徵場地。當時場地的工作人員已準備移走設備，馬爾蒂內問：「我可否參與面試？」於是導演決定讓他面試，並告訴他：「你是來自布魯克林的意大利裔水管工。」首先馬爾蒂內打算像刻板的意大利裔美國人般使用低沉和刺耳的聲音說話。但他後來覺得自己的聲音對小朋友來說過於生硬，故改用較柔和和友善的聲音，即後來瑪利歐所使用的聲音。他亦表示在面試聲帶流出之前，他一直使用瑪利歐的聲音說話。而莎士比亞《馴悍記》中的彼圖奇奧是他聲演瑪利歐的靈感來源。
馬爾蒂內首部聲演瑪利歐的遊戲為1992年4月發行的《超級瑪利歐兄弟彈珠台》，但他沒有報酬也沒有列入記錄，而首部由任天堂官方指定聲演瑪利歐一角的遊戲是1996年的《超級瑪利歐64》。於任天堂在外的1995年，他最初在一部由Interplay娛樂公司出版及Presage軟體製作的《瑪利歐的遊戲展覽》（Mario's Game Gallery）開始聲演瑪利歐。除了擔任遊戲的配音員外，馬爾蒂內亦在廣告、動畫及宣傳中擔任配音員。他曾在2005年的E3擔任《動物森友會系列》其中一個角色的配音員。
除了瑪利歐系列外，馬爾蒂內亦在《切尔伤害》中聲演鸡嘴一角，並在部份教育性質的遊戲中配音。他亦在2011年為《上古卷轴V：天际》中的巨龍配音。並為2013年遊戲《賽跑者2：節奏外星人的未來傳奇》中擔任旁白。
2019年8月14日，馬爾蒂內獲得一項金氏世界紀錄是「為同個角色配音次數最多的遊戲配音員」（Most videogame voiceover performances as the same character）。
2023年8月21日，任天堂宣布马尔蒂内将不再担任马力欧的角色配音工作，他将担任马力欧亲善大使。馬爾蒂內最後一款担任马力欧配音的作品（同時是路易吉配音的最後一款）是《瑪利歐+瘋狂兔子 希望之星》，另外他最後一款担任瓦利歐和瓦路易吉配音的作品是《瑪利歐激戰前鋒 戰鬥聯賽》，兩款都是2022年的遊戲。從2023年10月《超級瑪利歐兄弟 驚奇》起由美國配音員凯文·阿富汗尼接手了马力欧與路易吉的配音，同年11月《超級舞動 瓦利歐製造》起亦接手了瓦利歐的配音，翌年10月《超級瑪利歐派對 空前盛會》起亦接手了瓦路易吉的配音。

## 公眾露面
作為瑪利歐的前任配音員，馬爾蒂內已成為電子遊戲界的著名人物，並擁有聲迷。於是，他曾在與遊戲相關的場合公開露面。除了聲演瑪利歐外，聲迷亦可與馬爾蒂內見面、拍照及請求相片。他在諸如E3、Gamescom和Eurogamer等的電子遊戲場合定期見面，亦在瑪利歐系列的遊戲發佈會上見面。

## 個人生活
馬爾蒂內是法國人後裔，懂說流利法語和西班牙語。他在12歲時隨家庭遷到西班牙巴塞羅那居住，再遷往法國巴黎。他曾入讀巴黎美國人學校，並在1974年畢業。
馬爾蒂內曾就讀加州大學柏克萊分校，主修國際法。他在第四年時輟學，並據朋友建議參加演藝課程。他的第一個角色是《蓬河诗集》中的獨白。馬爾蒂內後來加入伯克利话剧团成為學員，在接受訓練幾年後加入伦敦戏剧工作室，漸漸發掘出其口音和方言的才能。返回美國後，他正式加入伯克利话剧团，其後成為聖何塞話劇團的創團成員，並在該話劇團參演了四年。

## 作品

### 電影
- 《公義的兄弟》（1986年）飾演副校長
- 《很難旅遊》（1986年）飾演迪斯特、阿蒂、科布
- 《死池》（1988年）飾演警署報案員
- 《媽媽》（1990年）飾演埃尔南德斯先生
- 《他部落的最後》（1992年）飾演助理博物館館長
- 《罪惡之心》（1995年）飾演胡安
- 《九個月》（1995年）飾演阿尼
- 《格拉纳达之死》（1997年）飾演掘墓人
- 《致命遊戲》（1997年）飾演尼古拉斯的父亲
- 《一千人和嬰兒》（1997年）飾演西雅圖的士司機
- 《纯粹的激情》（1998年）飾演娄
- 《加州人》（2005年）飾演市議員
- 《超級瑪利歐兄弟電影版》（2023年）饰演瑪利歐兄弟的父親及紐約市民朱塞佩

### 電視
- 《午夜来电》（1989年）飾演马克·海勒
- 《马特洛克》（1989年）飾演博兹
- 《合理的怀疑》（1992年）飾演调酒师
- 《JoJo的奇妙冒险》（1993年）聲演機師
- 《弗威斯农场》（1994年）旁白
- 《有伤风化的情况下》（1995年）飾演萨尔
- 《纳什桥梁》（1996年）飾演堪斯多夫
- 《飛離航道》（1998年）飾演大卫·狄克逊
- 《仁心仁術》（2002年）飾演埃迪
- 《纽约重案组》（2003年）飾演法庭職員
- 《剑指高分》（2020年）担任 旁白

### 遊戲（瑪利歐系列以外）
- 《超级切出！》（1994年）聲演广播员、裁判、拳击手、小麥
- 《太空探索6》（1995年）聲演霸·康斯霍肯、光线跟踪、皮圖爾
- 《泰坦战争》（1995年）聲演調整員
- 《线索发现者4年级历险记：金字塔的谜》（1998年）聲演阿利斯泰爾·路夫勒斯三世爵士
- 《瑞星赞：武士枪手》（1999年）聲演铃木大师
- 《星球大战：X翼联盟》（1999年）聲演霍尔茨上将
- 《卡门圣迭戈的大追逐通过时间》（1999年）聲演威廉·莎士比亚、貝多芬
- 《苏斯博士》小孩版（1999年）聲演帽子里的猫
- 《苏斯博士》學前版（1999年）聲演帽子里的猫、雅圖龜
- 《苏斯博士》幼稚園版（1999年）聲演帽子里的猫
- 《从零》（1999年）聲演旧人、聖貢那
- 《永恒的阿卡迪亚》（2000年）聲演維哥諾
- 《记忆的影子》（2001年）聲演小矮人
- 《星球大战：银河战场》（2001年）聲演2-1B、AT-AT司機、OOM-9
- 《永远的王国》（2001年）聲演達蘇爾
- 《疯狂冲刺赛车》（2001年）
- 《切尔伤害》（2001年）聲演鸡嘴
- 《Jet Set Radio未来》（2001年）聲演六角枸杞
- 《星球大战绝地武士II：绝地放逐者》（2001年）聲演贝斯平后卫2、民用男、帝国军官2、反叛冲击骑兵3
- 《忍者》（2002年）旁白
- 《剑宗》（2003年）
- 《魔戒三部曲：王者再臨》（2003年）聲演伊斯特林士兵
- 《韋爾特的任務》（2005年）聲演播音员、蛇眼、刘赞、顺迪
- 《凯恩与林奇：死人》（2007年）
- 《冲突世界》（2007年）
- 《瑞奇与叮当未来：时间裂缝》（2009年）聲演奧佛斯
- 《永恆的盡頭》（2010年）聲演拉格菲尔德
- 《上古卷轴V：天际》（2011年）聲演巴伐利斯
- 《賽跑者2：節奏外星人的未來傳奇》（2013年）旁白

## 外部連結
- 官方網站 （页面存档备份，存于）
- 查爾斯·馬爾蒂內在互联网电影资料库（IMDb）上的資料（英文）
- 查爾斯·馬爾蒂內的X（前Twitter）
- 查爾斯·馬爾蒂內的Instagram帳戶
- 查爾斯·馬爾蒂內的Facebook專頁